# تپه چکاتیکاشان هفت چشمه
تپه چکاتیکاشان هفت چشمه مربوط به دوران پیش از تاریخ ایران باستان و است و در شهرستان ایلام، بخش مرکزی، روستای هفت چشمه واقع شده و این اثر در تاریخ ۹ اردیبهشت ۱۳۸۲ با شمارهٔ ثبت ۸۴۲۸ به‌عنوان یکی از آثار ملی ایران به ثبت رسیده است.